# Čop
Priimek Čop je po podatkih Statističnega urada Republike Slovenije 829. najbolj pogost priimek v Sloveniji, ki ga je na dan 31. decembra 2008 uporabljalo 412 oseb, na dan 1. januarja 2010 pa se je število nosilcev tega prrimka zmanjšalao na 407 oseb in je med vsemi priimki po pogostosti uporabe uvrščen na 851. mesto.

## Znani slovenski nosilci priimka
- Alice Čop (*1972), slovenska režiserka in scenaristka češkega rodu
- Ana Čop (*1994), jazz-pevka in pianistka
- Anja Čop (*1975), fotografinja
- Anton Čop (1786—1865), sodnik
- Bojan Čop (1923—1994), indoevropski jezikoslovec, univ. profesor, akademik
- Boris Čop (*1957), atlet - skakalec v višino
- Breda Čop (*1960), klasična filologinja
- Drago Čop (1930—1987?), novinar, politični funkcionar
- Dušan Čop (1921—2016), jezikoslovec, imenoslovec, predavatelj
- Franc Čop, veslač, psiholog, športni delavec
- Franci Čop (1914—2003), alpski smučar, športni delavec
- Iztok Čop (*1972), veslač, olimpionik
- Jaka Čop (1911—2002), planinski fotograf
- Jakob Čop (1842—1912), trgovec, ustanovitelj hrvaške veje Čopov
- Janez Čop (1813—1845), pravnik, pesnik, literat
- Janez Čop (1927—2019), biolog, strokovnjak za divje živali
- Jani Čop, rokometaš, trener
- Josip Čop (1883—1966), romanist, prof.
- Joža Čop (1893—1975), alpinist, gorski reševalec
- Jur(č)e Čop (*1956), agronom, prof. BF
- Kajetan Čop (*1974), lutkar (z ženo Alice Čop)
- Lidija Čop (r. Pečnik), organistka, zborovodkinja
- Matija Čop (1797—1835), jezikoslovec, literarni zgodovinar in knjižničar
- Mici Čop (r. Kessler), učiteljica, Cankarjeva izvoljenka
- Miha Čop (1888—1938), alpinist (planinec) in smučar
- Miha Čop - Mišo (1926—1944), partizan
- Rosana Čop (*1954), jezikoslovka, prevajalka
- Rudi Čop (*1950), elektronik, strokovnjak za elektronsko navigacijo, geomagnetizem in aeronomijo
- Stanko Čop (*1925), metalurg
- Vito(mir) Čop, slovenski numizmatik
- Zlata Čop, veterinarka

## Tuji nosilci
- Antun Čop (1827—1887), hrvaški graditelj želenznic (iz Karlovca)
- Bogomil Čop (1912—1998), hrvaški gozdarski strokovnjak
- Drago Čop (1898—1963), hrvaški zdravnik revmatolog in teniški delavec
- Emil Čop (1894—1969), komandant-rdečegardist v ruski oktobrski revoluciji in državljanski vojni
- Jakob Čop (1842—1912), trgovec, ustanovitelj hrvaške veje Čopov
- Josip Čop (*1954), hrvaški nogometaš
- Mara Čop (1859—1910), pisateljica (nem.-hrv.)
- Milivoj Čop (1922—?), hrvaški pedagog
- Viktor Čop (*1933), srbski športni novinar, urednik
- Vjekoslav Čop (1866—1932), hrvaški pedagog in publicist